# Nona (hudba)
Nona (z lat. nonus – devátý) je hudební interval skládající se z oktávy a sekundy. V rovnoměrně temperovaném ladění obsahuje malá nona 13 půltónů, velká nona 14 půltónů. V harmonii a kontrapunktu se s nonou zachází takřka stejným způsobem jako se sekundou.